# Lake Michigan Monster
Lake Michigan Monster és una pel·lícula de comèdia de terror del 2018 escrita, produïda i dirigida per Ryland Brickson Cole Tews. És protagonitzada per Tews, Erick West, Beulah Peters, Daniel Long i Wayne Tews, i se centra en un excèntric alcohòlic que reuneix un equip per localitzar i matar el monstre titular per venjar la mort del seu pare.
La pel·lícula va ser desenvolupada per Tews i Mike Cheslik després d'una conversa especulant sobre què passaria si un monstre s'apropés a la vora del llac Michigan. Va ser rodat a Milwaukee i Muskegon (Michigan) durant setze mesos. El seu guió va estar influenciat pel grup de comèdia britànic Monty Python, les temporades anteriors d' Els Simpson i les pel·lícules de Guy Maddin. La pel·lícula es va rodar en blanc i negre i el seu estil visual de de baix pressupost es va desenvolupar per necessitat, ja que només podien permetre's càmeres de baixa resolució.
Lake Michigan Monster es va estrenar al Festival de Cinema de Milwaukee el 24 d'octubre de 2018 i es va projectar a diversos festivals durant el 2019, com ara el Festival Internacional de Cinema de Beloit i el FanTasia. L'empresa de distribució Arrow Films el va llançar a través del seu canal i vídeo a la carta el 3 d'agost de 2020. Va guanyar múltiples premis i nominacions, i en general va ser elogiat pel seu homenatge a l'humor de la pel·lícula B dels anys 60, així com el seu ús d'efectes pràctics i efectes especials.

## Argument
El protagonista principal, Seafield, és un capità de mar excèntric i alcohòlic, que va perdre el seu pare a causa d'un monstre del llac. Reuneix un equip d'especialistes format per l'expert en armes Sean Shaughnessy, l'operador de sonar Nedge Pepsi i l'antic oficial de la Armada dels Estats Units Dick Flynn. Arriben a l'illa Lighthouse al llac Michigan, amb la intenció de matar-lo. Els dos primers intents fracassen i el monstre ataca a Dick durant el segon, però ell sobreviu.
Es reuneixen amb el germà de Seafield, Ashcroft, per plantejar un nou pla. Una nit es troben amb el monstre, que els deixa una nota dient que els veurà en els seus somnis. Mentre somia, Seafield és testimoni de l'agressió sexual de Dick pel monstre, i més tard apareix amb un ou, que anomena ofrena de pau. Al matí, Seafield troba l'ou i fa que en Sean li dispari. Durant el seu tercer intent, Dick llença els trossos de l'ou al llac com a esquer després d'escoltar veus que demanen l'ou. Més tard, el monstre mata Sean furiós després de trobar les restes de l'ou.
Durant el funeral d'en Sean, Dick s'enfada després de descobrir que la descendència del monstre era el seu fill no nascut i deixa l'equip. De tornada a la base, Seafield li diu a Nedge la veritat. No és ni capità ni ric, com deia anteriorment. En Nedge, molest, el deixa. A la nit, Ashcroft li diu a Seafield que està maleït; l'única manera de trencar la maledicció, adverteix, és matar el monstre. Seafield intenta tornar a allistar Dick i Nedge, però neguen la seva oferta. Aleshores, Seafield es troba amb el fantasma d'en Sean, que el persegueix fins a un vaixell que es dirigeix a l'illa Lighthouse. Durant aquest temps, Ashcroft és atacat i assassinat pel monstre a l'illa Lighthouse.
De tornada al vaixell, Seafield s'adona que el vaixell va cap enrere. Intenta recuperar el rumb, però el vaixell comença a funcionar malament. L'arregla i es dirigeix a l'illa del far. En el camí, troba el cap tallat d'Ashcroft, que li diu que el motiu pel qual no tenien mare va ser perquè el seu pare la va matar. En arribar a l'illa, Seafield es dirigeix cap a les catacumbes i troba l'exèrcit fantasma del seu pare. Els demana ajuda per matar el monstre, cosa que accepten. El monstre els derrota, dient a Seafield que lluiti ell mateix. Dirigint-se cap a l'entrada del cau del monstre, torna a trobar-se amb el fantasma d'en Sean, que l'ataca. Trobant una espasa que Dick va perdre durant un dels seus intents fallits, talla en Sean per la meitat, però en Sean regenera i continua perseguint-lo. Evita amb èxit en Sean i entra al cau del monstre.
Al cau, Seafield es troba amb el monstre, una criatura semi-humanoide femenina, i l'ataca. Després d'una breu escaramussa, el monstre revela que ella i Seafield són germans. El seu pare, un borratxo, mai va conèixer la veritable naturalesa de la seva mare fins que un dia el seu pare va arribar a una botiga de licors de Milwaukee cinc minuts després de tancar. Es va aterrar per la veritable forma de la seva mare i la va matar. Una vegada que el monstre va arribar a "l'edat de matar", ella el va matar en venjança. El monstre admet que volia deixar enrere la seva violència, impregnant un home nu proper (Dick), com a ofrena de pau a Seafield, però ell la va rebutjar destruint l'ou.
Seafeld sembla acceptar la història del monstre i va a buscar una abraçada. En canvi, va agafar un parell de ganivets amagats i la mata. Aleshores es revela que el monstre havia mentit tota la història,  com li havia dit a Seafeld l'hora de tancament equivocada a la botiga de licors. Ell celebra la seva victòria només per ser arponejat a l'ull pel fantasma d'en Sean, que li agraeix i passa al más enllà mentre Seafeld es transforma en un fantasma.

## Repartiment
- Ryland Brickson Cole Tews com a Seafield
- Erick West com a Sean Shaughnessy
- Beulah Peters com a Nedge Pepsi
- Daniel Long com Dick Flynn
- Wayne Tews com Ashcroft

## Producció

### Desenvolupament

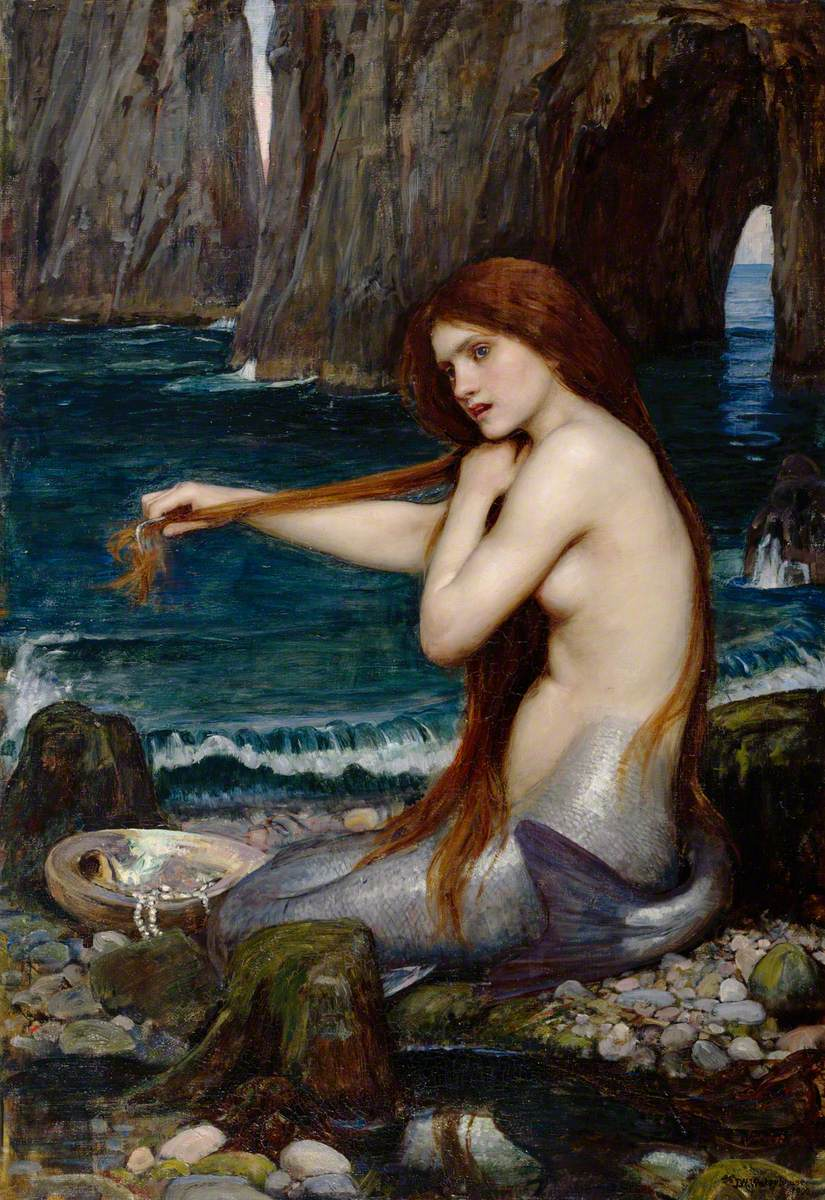
El concepte original es basava en la idea d'una sirena que es va rentar a terra al llac Michigan, més tard es va convertir en un monstre del llac.

Lake Michigan Monster va ser escrita, produïda i dirigida per Ryland Brickson Cole Tews, i el desenvolupament va començar el 2018. La inspiració va sorgir després d'una conversa entre Tews i el seu amic íntim Erick West. Tews, en aquell moment en procés de traslladar-se a Los Angeles, estava visitant el llac Michigan amb West on els dos van entaular una conversa de broma sobre què passaria si fossin testimonis d'una sirena rentant-se a la vora del llac. Creient que el concepte tenia potencial, Tews va desenvolupar el guió que es va convertir en el seu debut al llargmetratge. Concloent que la pel·lícula seria una pel·lícula de baix pressupost, Tews va desenvolupar un guió amb el seu amic, el cineasta Mike Cheslik, amb la intenció que ell (Tews) també protagonitzés la pel·lícula. Segons Tews, el guió es va inspirar en el grup de comèdia britànic Monty Python i les primeres temporades d' Els Simpsons. Altres influències inclouen Brand Upon the Brain de Guy Maddin (2006), i l'humor i l'estil visual d' Evil Dead II de Sam Raimi (1987).
Al principi del desenvolupament, el concepte d'una sirena va ser reformulat com un monstre del llac, que consideraven que era tècnicament "més assolible". Tews i el coguionista i productor Cheslik van decidir mantenir la pel·lícula a un ritme ràpid, raonant que el seu públic potencial veuria el pressupost limitat de la pel·lícula i perdria interès. Els diàlegs i els personatges es basaven en els dels amics i familiars de Tews, als quals tenia en ment que interpretessin determinats papers. En una entrevista a Comic Book Resources, Tews va dir que "més o menys s'interpreten a ells mateixos a la pel·lícula, i perquè no són actors de formació clàssica... Vaig escriure els seus personatges com qui són en persona".

### Rodatge

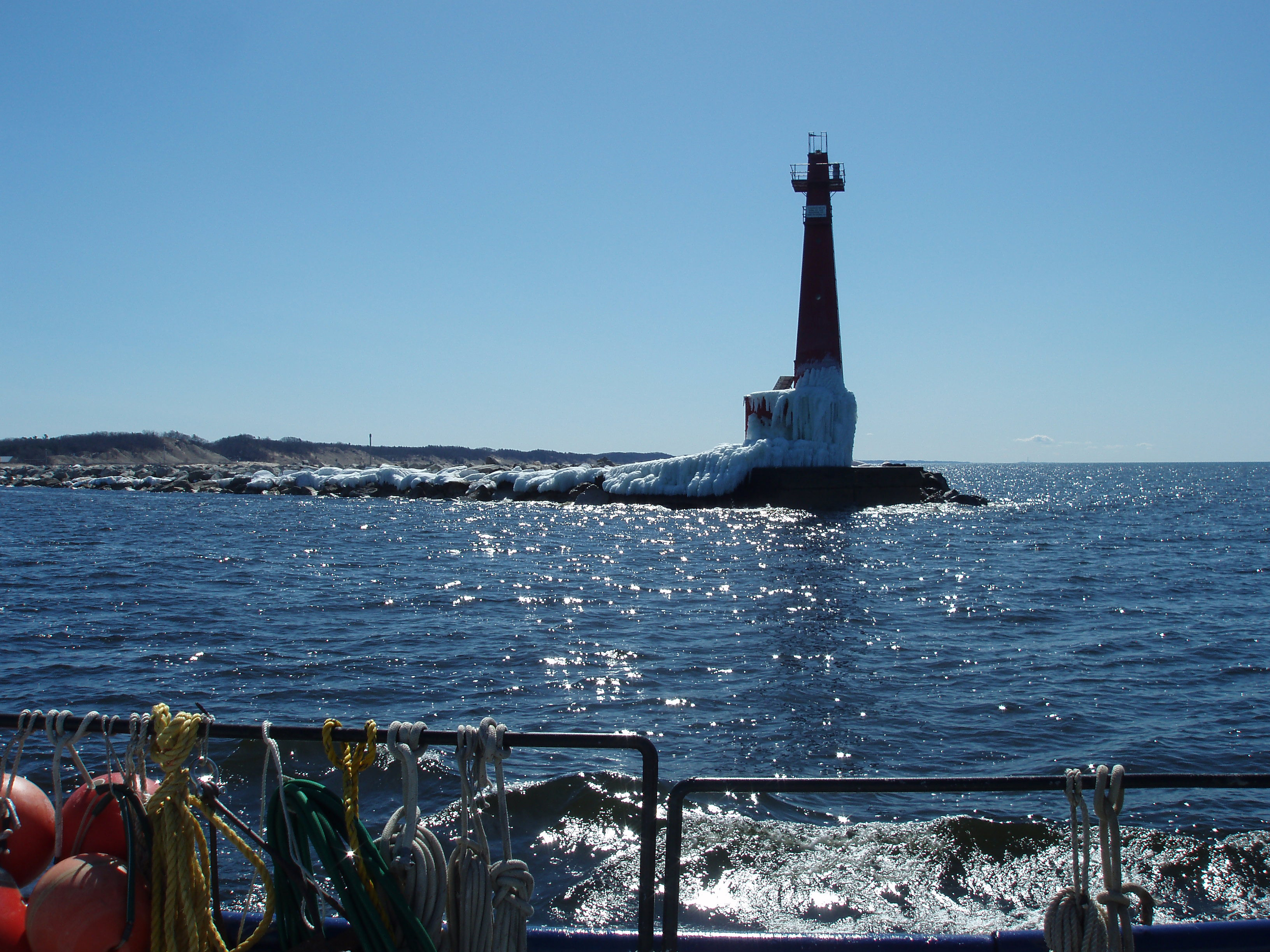
Els marges del lac Michigan, centrades a Muskegon, van servir com un dels llocs de rodatge de la pel·lícula.

La fotografia principal va començar el març de 2017 i va durar setze mesos. La pel·lícula es va rodar principalment al voltant de Milwaukee i Muskegon, en baixa resolució utilitzant una antiga càmera DSLR propietat de la xicota de Tews, l'actriu Beulah Peters, a causa de la decisió al principi de la producció de rodar en blanc i negre, que Tews va reflectir més tard va ajudar la pel·lícula a destacar entre altres produccions de l'època. Tews va guanyar la majoria del pressupost aproximat de 7.000 dòlars de la pel·lícula de la seva feina secundaria com a repartidor de pizzes. El repartiment i la tripulació eren majoritàriament amics de Tews, tots els quals treballaven en diversos papers. Segons Tews, no hi havia cap director de fotografia, tant el repartiment com els membres de la tripulació operaven la càmera durant la producció.
Com que tenien un pressupost limitat, el repartiment i l'equip estaven dissenyant constantment mètodes d'estalvi de costos. Les seqüències submarines eren les més difícils de rodar. Tews va dir en una entrevista a la revista de terror "Rue Morgue" que els operadors de càmera tenien un subministrament limitat d'oxigen i només podien rodar durant un curt període de temps abans de sortir a la superfície per buscar aire.

### Efectes especials
El monstre va ser dissenyat pel veterà artista d'efectes especials i director Joe Castro, amb l'ajuda del membre del repartiment Erick West, que va dissenyar les urpes. astro ja havia contribuït a més de cinquanta pel·lícules, incloses Evil Toons (1992), Campfire Tales (1997), Night of the Demons 3 (1997) and The Summer of Massacre (2012). Treballant amb Castro, Tews volia que el monstre fos únic i "alguna cosa que no havíeu vist mai abans", a més que el disseny s'assembla a un membre (no esmentat) del repartiment de la pel·lícula. El disseny final va ser descrit per un crític com a semblant als primers treballs de Georges Méliès. Cheslik també va contribuir a les imatges generades per ordinador de la pel·lícula, treballant en més de 300 plans d'efectes representats per a la pel·lícula.

## Estrena

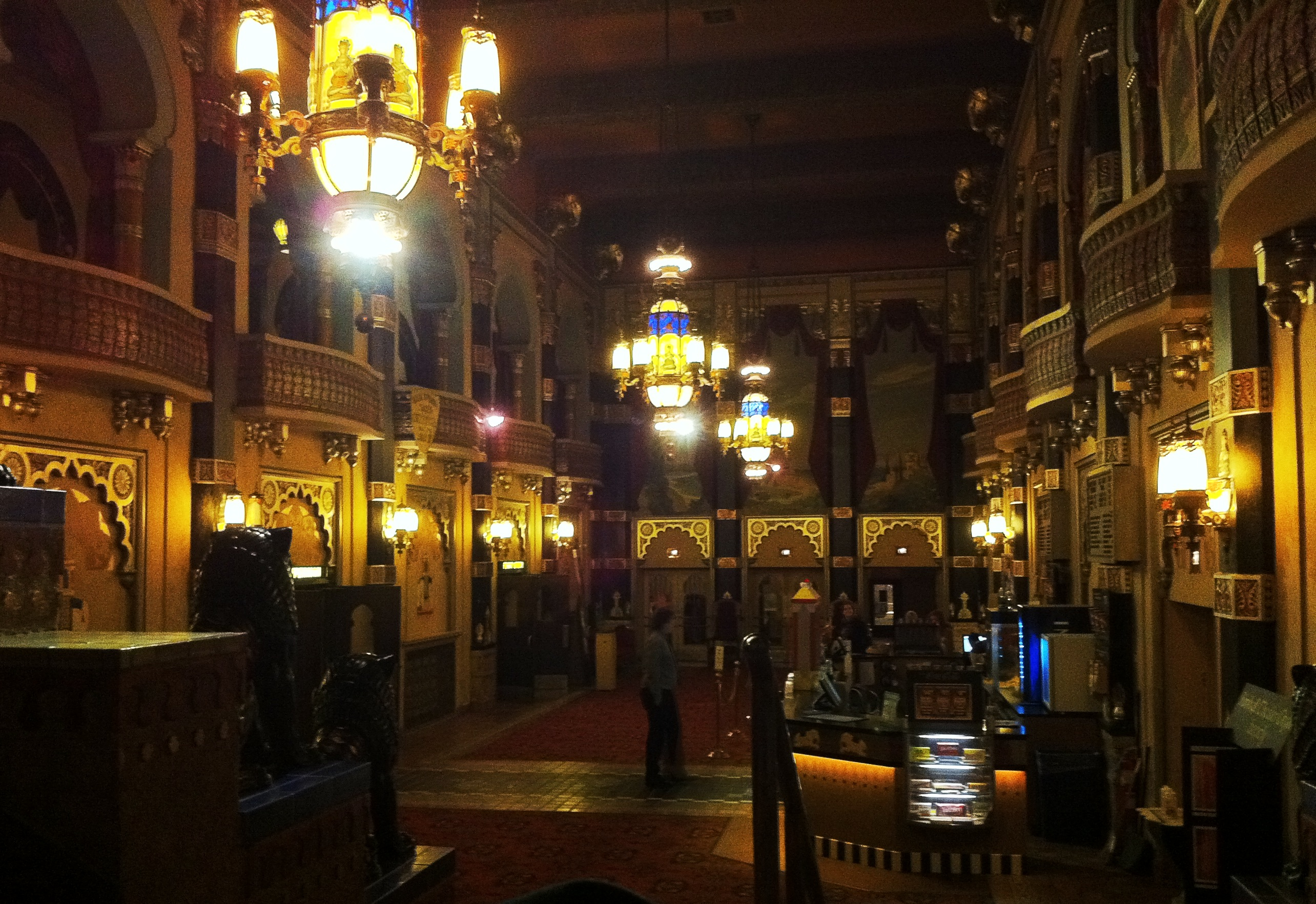
Estrena americana de Lake Michigan Monster al Festival de Cinema de Milwaukee de 2018.

Lake Michigan Monster es va estrenar al Festival de Cinema de Milwaukee el 24 d'octubre de 2018, i figura a la Milwaukee Magazine com les seves 5 pel·lícules més esperades. La pel·lícula es va projectar en diversos festivals de cinema el 2019, a partir del 2 de febrer, on es va projectar al Festival Internacional de Cinema de Beloit, seguit d'un Q&A amb Tews. Es va projectar el 9 de març al MidWest WeirdFest en la seva programació oficial, i el 7 d'abril al Festival de Cinema de Wisconsin. La 10a edició anual de Door County Short Film Fest va presentar una projecció especial de la pel·lícula el 19 d'abril. Del 7 d'abril al 28 de juny tindria projeccions al Milwaukee Twisted Dreams Film Festival i al Vidlings & Tapeheads Film Festival, respectivament. La seva estrena internacional es va celebrar el 25 de juliol, al FanTasia de Mont-real. Va formar part de les pel·lícules oficials projectades a la 6a edició del festival de pel·lícules anuals de FilmQuest, on es va projectar l'11 de setembre. L'esdeveniment amb seu a Bay City Hell's Half Mile Film & Music Festival va projectar la pel·lícula el 27 de setembre i es va presentar al Northeast Wisconsin Horror Film Festival l'11 d'octubre.
Les projeccions a diversos festivals de cinema van continuar durant la darrera meitat del 2019, especialment al Festival de Cinema i Música Underground de Lausana, Nightmares Film Festival, Driftless Film Festival, es va estrenar al Regne Unital al Festival d'Abertoir. L'any 2023, la Lakefront Brewery, amb seu a Milwaukee, va acollir les projeccions de la pel·lícula el 20 de maig. Això va ser seguit de projeccions addicionals a l'Avalon Theatre amb assistència el 2 de maig i 27 de maig, amb l'assistència de Tews a una sessió de preguntes i respostes després de cada projecció. Va ser seleccionada per incloure-la al LVI Festival Internacional de Cinema Fantàstic de Catalunya, i es va projectar a la secció "Sitges Classics" l'octubre de 2023. El 2024, es va estrenar en cinemes durant un dia pel Cleveland Institute of Art, i més tard al Grand Illusion Cinema per a la sèrie anual de terror d'aquest últim "All Monsters Attack!".

### Mitjans domèstics
El juliol de 2020, l'empresa de distribució Arrow Films va adquirir els drets de la pel·lícula i la va publicar als mitjans domèstics aquell agost. El 31 de juliol, la companyia va acollir una estrena virtual de 24 hores al lloc AltaVOD. L'estrena va incloure entrevistes addicionals del repartiment i de la tripulació. Va ser llançat a través del canal de la companyia i vídeo a la carta el 3 d'agost, i més tard en Blu-ray al Regne Unit el 3 de novembre de 2020. El llançament va incloure comentaris d'àudio "borratxos" i "sobris" de l'elenc i la tripulació, desglossament d'efectes visuals, fotografies d'entre bastidors i un fullet il·lustrat per a col·leccionistes de l'escriptor britànic Barry Forshaw.

## Recepció
Lake Michigan Monster va rebre crítiques generalment positives. La crítica es va centrar en el seu humor, efectes i homenatge al cinema d'estil dels anys 60 de la sèrie B. A l'agregador de ressenyes Rotten Tomatoes, la pel·lícula té una puntuació d'aprovació del 90%, basada en 20 ressenyes, i una puntuació mitjana de 6,90/10. Escrivint per a The Austin Chronicle, Richard Whittaker va elogiar el seu humor i el seu retorn al cinema de baix pressupost dels anys vuitanta i seixanta, descrivint-lo com un "viatge capritxós en blanc i negre de micro-pressupost de meravellosa xerrameca." Altres crítics van destacar el seu estil i humor retroactiu. Referint-se a això com "una barreja gloriosament estranya de gèneres i dècades que delecta amb la seva estranyesa de baix pressupost i un humor poc convencional". La publicació Creative Loafing, amb seu a Tampa Bay, va elogiar la pel·lícula com una "evolució i reinvenció de totes les pel·lícules de monstres en blanc i negre de la dècada de 1950 que solia veure a la televisió de dissabte a la tarda". Drew Tinnin de Dread Central li atorga 3,5 estrelles sobre 5 i va esmentar la barreja d'aspectes de diverses pel·lícules clàssiques i la seva qualitat onírica i encant idiota, i la va descriure com una "mescla única de ciència-ficció dels anys 50, equips de superherois i èpica marinera". Joshua Speiser de la publicació en línia Film Threat s'hi va referir com "[una] carta d'amor a les pel·lícules de monstres dels anys 50 de sèrie B", elogiant l'humor i l'estètica visual d'estil Ed Wood.
Els Efectes pràctics i els efectes especials van ser elogiats. Grant Hermanns de ComingSoon.net va elogiar l'ús de la pel·lícula d'efectes pràctics, destacant-ne l'enginy i la singularitat. El periodista de Milwaukee Record Matt Wild va assenyalar l'ús efectiu a la pel·lícula d'imatges generades per ordinador per a l'exèrcit fantasma i les seqüències de somnis. Dakota Dahl, de la revista Rue Morgue, va elogiar la seva paròdia de les pel·lícules de monstres de baix pressupost, destacant els seus efectes pràctics com a "intencionadament cursis", alhora que "tècnicament impressionants". Nick Perry, de Boston Hassle, escrivint sobre el "disseny de sèrie B camp", comenta que els efectes es barregen bé amb els elements estranys i humorístics de la pel·lícula. Josh Heath d' Isthmus va elogiar els efectes com a "autènticament impressionants" i un aspecte "visualment inventiu" de la pel·lícula.
El diàleg poc convencional i enginyós va ser valorat favorablement per la crítica. Tracy Allen de PopHorror va comparar els seus elements còmics amb la pel·lícula de Don Coscarelli del 2012 John Dies at the End, alhora que va elogiar la pel·lícula pel seu ritme ràpid. On Yorkshire Magazine es va fer ressò d'aquest sentiment cap als diàlegs i els gags visuals. Gruesome Magazine va oferir elogis similars, i va assenyalar que els elements còmics sovint canviaven entre el que va anomenar "vodevil cursi a riure en veu alta". Comentant que alguns trobarien una mica aclaparador el "constant d'humor i la confiança en el metahumor" de la pel·lícula, Isthmus va elogiar Tews per la seva manía i energia. Michael Gursky de MovieWeb va escriure que la pel·lícula està "farcida d'enginy sec, trossos de bofetades, personatges caricaturescs, edicions grillades i breus homenatges al terror B clàssic, Lake Michigan Monster és una alegria salvatge sincerament divertida i única en el seu tipus per veure." Mentre comentava sobre l'enginy sec de la pel·lícula "juga millor que el splasher, de cops més humits", Kim Newman va comparar favorablement els elements còmics retroactius amb Popeye (1980) de Robert Altman i Lost Skeleton of Cadavra (2001) de Larry Blamire (2001).

## Premis
Lake Michigan Monster ha rebut nombrosos premis i nominacions des de la seva estrena.
| Premi                                | Data de cerimònia      | Categoria                                                       | Receptor(s) i nominat(s)                                      | Resultat  | Ref.   |
| ------------------------------------ | ---------------------- | --------------------------------------------------------------- | ------------------------------------------------------------- | --------- | ------ |
| FanTasia                             | 6 d'agost de 2019      | Millor llargmetratge internacional                              | Ryland Brickson Cole Tews (director), Mike Cheslik (producer) | Guanyador | [ 58 ] |
| FilmQuest                            | 14 de setembre de 2019 | Millors efectes visuals: pel·lícula                             | Mike Cheslik                                                  | Guanyador | [ 59 ] |
| FilmQuest                            | 14 de setembre de 2019 | Millor director – pel·lícula                                    | Ryland Brickson Cole Tews                                     | Nominat   | [ 59 ] |
| FilmQuest                            | 14 de setembre de 2019 | Millor repartiment coral – pel·lícula                           | Lake Michigan Monster                                         | Nominat   | [ 59 ] |
| FilmQuest                            | 14 de setembre de 2019 | Millor muntatge – pel·lícula                                    | Mike Cheslik                                                  | Nominat   | [ 59 ] |
| FilmQuest                            | 14 de setembre de 2019 | Millor so – pel·lícula                                          | Bobb Barito (sound mixer)                                     | Nominat   | [ 59 ] |
| FilmQuest                            | 14 de setembre de 2019 | Millor banda sonora – pel·lícula                                | Lake Michigan Monster                                         | Nominat   | [ 59 ] |
| FilmQuest                            | 14 de setembre de 2019 | Millor disseny de producció / direcció artística – pel·lícula   | Lake Michigan Monster                                         | Nominat   | [ 59 ] |
| FilmQuest                            | 14 de setembre de 2019 | Millor vestuari – pel·lícula                                    | Lake Michigan Monster                                         | Nominat   | [ 59 ] |
| FilmQuest                            | 14 de setembre de 2019 | Millor maquillatge – pel·lícula                                 | Lake Michigan Monster                                         | Nominat   | [ 59 ] |
| Nightmares Film Festival             | 31 d'octubre de 2019   | Millor actor en pel·lícula                                      | Ryland Brickson Cole Tews                                     | Nominat   | [ 60 ] |
| Nightmares Film Festival             | 31 d'octubre de 2019   | Millor pel·lícula de mitjanit                                   | Lake Michigan Monster                                         | Nominat   | [ 60 ] |
| Film Threat Award This!              | 18 d'abril de 2021     | Premis This! WTF Indie like "What the F**k is This Movie Even?" | Lake Michigan Monster                                         | Nominat   | [ 61 ] |
| Jim Thorpe Independent Film Festival | 23 d'abril de 2021     | Millor comèdia                                                  | Lake Michigan Monster                                         | Guanyador |        |
| Jim Thorpe Independent Film Festival | 23 d'abril de 2021     | Millor actor                                                    | Ryland Brickson Cole Tews                                     | Nominat   | [ 62 ] |